# Livno (cheval)
Le cheval sauvage de Livno est une population de chevaux domestiques retournés à l'état sauvage dans les alentours de la ville de Livno, en Bosnie-Herzégovine. 

## Histoire
Ces chevaux descendent de 20 à 25 animaux domestiques relâchés et retournés à la vie sauvage durant les années 1970. Les fermiers locaux étaient alors en pleine motorisation, et ont relâché leurs chevaux dans la montagne.

## Description

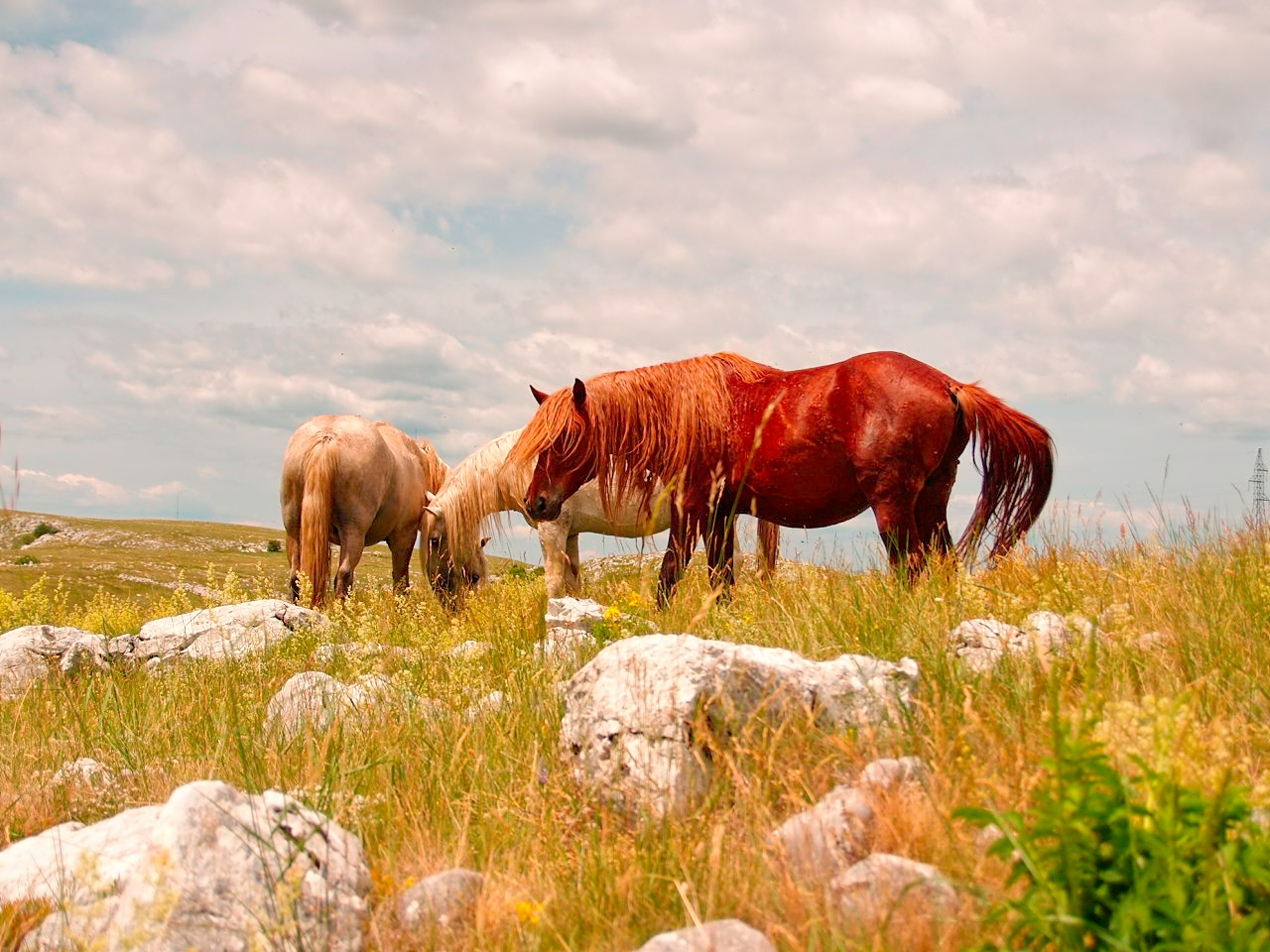
Chevaux sauvages de Livno.

Cette population est rattachées au groupe du cheval de montagne des Balkans. Elle présente le modèle trapu typique des chevaux de travail de la région.
Les robes baies, noires, alezanes et grises sont représentées.

## Diffusion et protection
Le biotope habituel de cette population est aux alentours du mont Kruzia, un plateau de montagne granitique à l'altitude d'environ 1 300 m, à environ 10 km au nord de la ville de Livno, située au Nord-Ouest de l'Herzégovine. 
Les habitants locaux, particulièrement les agriculteurs, voient ces chevaux comme une nuisance en raison de dégradations commises sur les surfaces cultivées. Cette population de chevaux est protégée par la ville, qui y voit un argument touristique.
Selon les estimations d'octobre 2018, leur nombre est d'environ 800 têtes.